# لواء المشاة إس إس الثاني
 تم تشكيل لواء المشاة إس إس الثاني في 15 مايو 1941، تحت قيادة كارل فيشر فون تريوينفيلد مع أفواج hgمشاة إس إس الرابعة والخامسة (توتنكوبف سابقًا) وبدأ تشغيلها في سبتمبر في المنطقة الخلفية لمجموعة جيوش المنطقة الخلفية الشمالية. بدأت تدريجيا في دمج جحافل أجنبية من قوات الأمن الخاصة تحت سيطرتها التشغيلية. بعد أن غادرت الجحافل الغربية للتجديد، بدأت العمل مع تشكيلات المتطوعين في لاتفيا وفي نهاية المطاف أعيد تشكيلها إلى لواء المشاة إس إس اللاتفي الثاني وفي 18 مايو 1943، استخدمت ككادر لتشكيل فرقة فافن غرينادير التاسعة عشر التابعة لقوات الأمن الخاصة (اللاتفية الثانية) في يناير 1944. 

## التاريخ التشغيلي
تم وضع لواء المشاة 2 إس إس في 15 مايو 1941 وتم وضعه تحت قيادة مجموعة جيوش المنطقة الخلفية الشمالية لغزو الاتحاد السوفيتي. وقبل ذلك، تمت مناقشة الدور الذي ستضطلع به الوحدة أثناء الهجوم في اجتماع بين هينينج فون تريسكو Kurt Knoblauch [kurt knoblauch] لمكتب زعيم الرايخ إس إس، الذي عقد قبل ثلاثة أيام فقط من بدء القتال بين ألمانيا والاتحاد السوفيتي. تقرر في هذا الاجتماع أن يتم استخدام لواء المشاة 2 إس إس مع لواء المشاة إس إس الأول ولواء الفرسان إس إس في الجزء الخلفي من الجيش المتقدم لإجراء عمليات الأمن الخلفية وكذلك المساعدة في جمع السكان اليهود. بعد بضعة أسابيع شاركوا في القتل الجماعي لسكان الأراضي المحتلة، يمكن تخمين حجم ضحاياهم لعام 1941 بعشرات الآلاف. 
في عام 1942، تم إرفاق الكتيبة الأمنية 19 و21 من الفيلق اللاتفي إلى اللواء. يضم اللواء الآن جحافل متطوعين هولنديين وفلمنديين ونرويجيين.  في يناير 1943، كانت كتيبة الشرطة اللاتفية 19 و21 تعمل مع اللواء؛ قام هينريش هيملر بتغيير لواء المشاة 2 إس إس إلى اللواء اللاتفي وفي الوقت نفسه وضع الأسس اللازمة لتقسيم لاتفيا.  واستخدمت كتيبة الشرطة اللاتفية 18 و24 و26 الحالية لتشكيل فوج متطوعين إس إس الثاني في اللواء. ثم أرسلوا للتدريب في كراسنوي سيلو، حيث أضاف هيملر كتيبة الشرطة اللاتفية السادسة عشرة إلى اللواء في فبراير.
في 18 مايو 1943، تم دمج هذه الكتائب اللاتفية إلى جانب كتائب الفيلق اللاتفي الثلاثة الأخرى في لواء المشاة إس إس 2، وإعادة تسمية لواء إس إس اللاتفي 2. ثم أزيلت التشكيلات الهولندية والفلمنكية والنرويجية من اللواء وتم نشر اللواءين اللاتفيين في المنطقة الخلفية مجموعة جيوش المنطقة الخلفية الشمالية. تم وضعه تحت قيادة البريجادير فريتز فون شولز. [بحاجة لمصدر]

في يناير 1944، تم استخدام اللواء ككادر لتشكيل الفرقة فرقة فافن غرينادير التاسعة عشر التابعة لقوات الأمن الخاصة (اللاتفية الثانية) 